# Ruskinovce
Ruskinovce byla obec v okrese Kežmarok. Zanikla v důsledku zřízení vojenského obvodu Javorina.

## Historie
Ruskinovce byly v roce 1271  povýšeny na královské město, na základě práv udělených spišským Sasům uherským králem Štěpánem V. Spolu s dalšími dvanácti spišskými městy byly v roce 1412 dány do zálohu polskému králi. Od 13. století zde také stál gotický dvoulodní kostel sv. Agnesy. Madona z tohoto kostela pochází z dílny Mistra Pavla z Levoče a momentálně se nachází ve Slovenské národní galerii v Bratislavě. Od konce 19. století zde také stál kostel evangelické církve augsburského vyznání. V roce 1726 zde byla na podnět kapitána Ľubovnianského hradu, Teodora Ľubomírského, postavena socha Immaculaty.

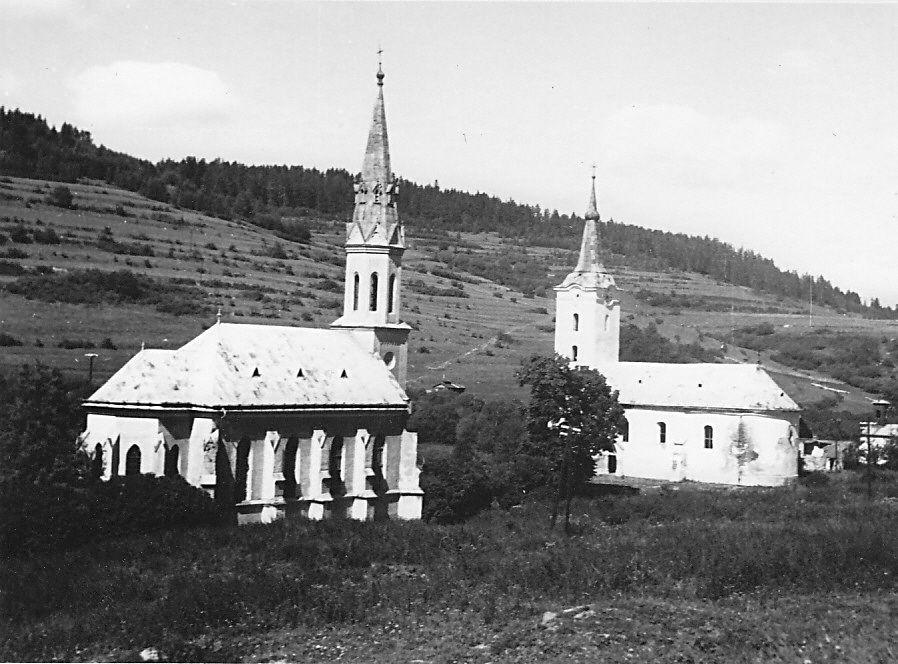
Ruskinovce v 30. letech 20. století

V roce 1952 byla obec z důvodu zřízení vojenského výcvikového prostoru Javorina násilně vystěhována. Postupně byly rozebrány obytné a hospodářské budovy, jejich materiál byl použit na stavbu silnic. Kostely byly nejprve vyklizeny a sloužily jako sklady. Nakonec byly zničeny, spolu se sochou Immaculaty. Na konci 90. let 20. století se začaly vyvíjet aktivity na obnovu Ruskinovců. Postupně se na místě bývalého katolického gotického kostela postavila dřevěná kaple. Několik desítek metrů dále byl zase na místě bývalého evangelického kostela instalován kříž s rytinou tohoto kostela. Pravidelně se zde začaly sloužit výroční bohoslužby. 